# 王虎臣
王虎臣（？年—？年），山西河曲縣人。清朝武榜眼，軍事將領。
咸豐三年（1853年）癸丑科一甲第二名武進士，授官二等侍衛。出為四川黎雅營遊擊，調成都營游擊。